# Anomodon rostratus
Anomodon rostratus är en bladmossart som beskrevs av W. P. Schimper 1860. Anomodon rostratus ingår i släktet baronmossor, och familjen Thuidiaceae. Arten förekommer tillfälligt i Sverige, men reproducerar sig inte. Inga underarter finns listade i Catalogue of Life.

## Bildgalleri

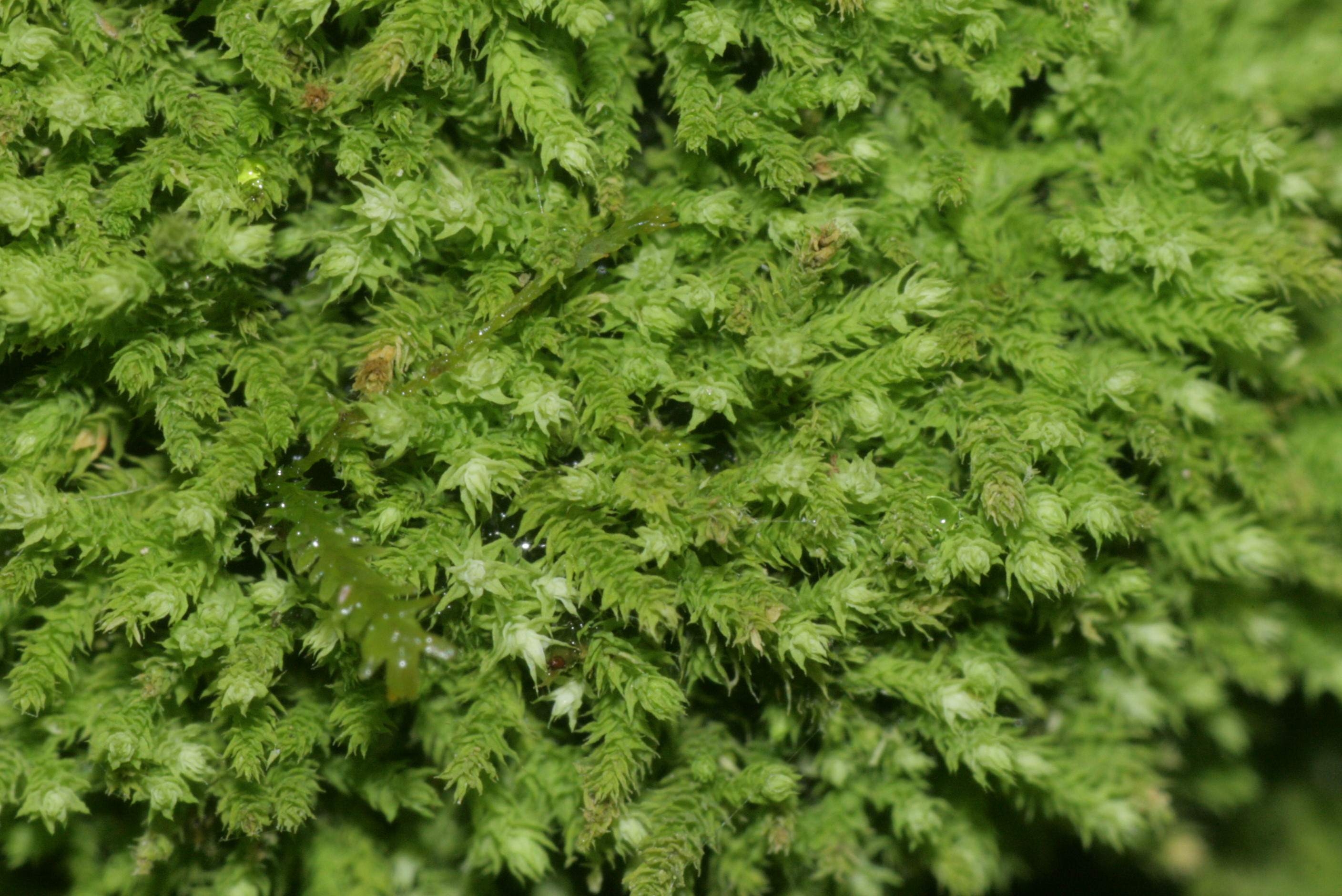
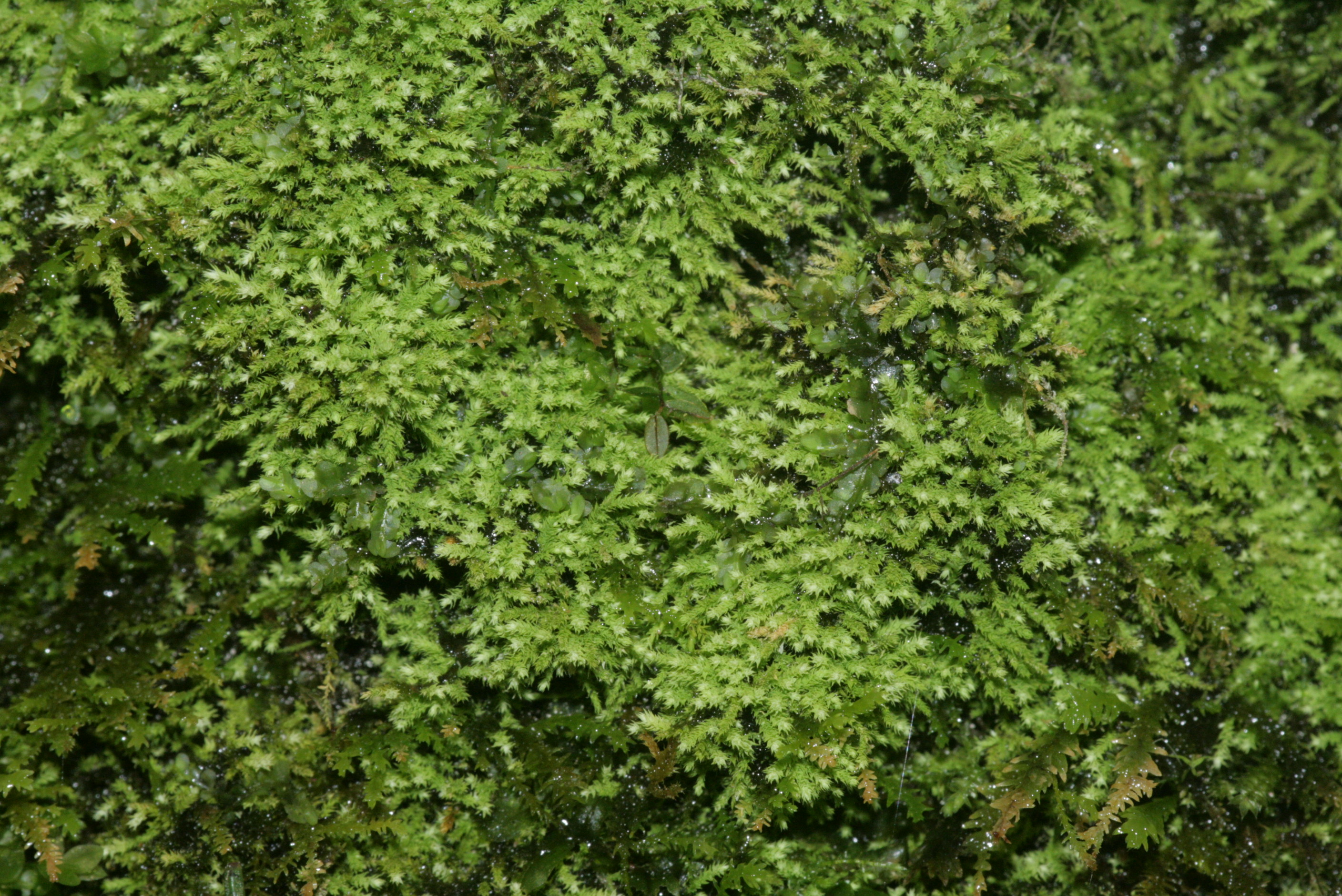
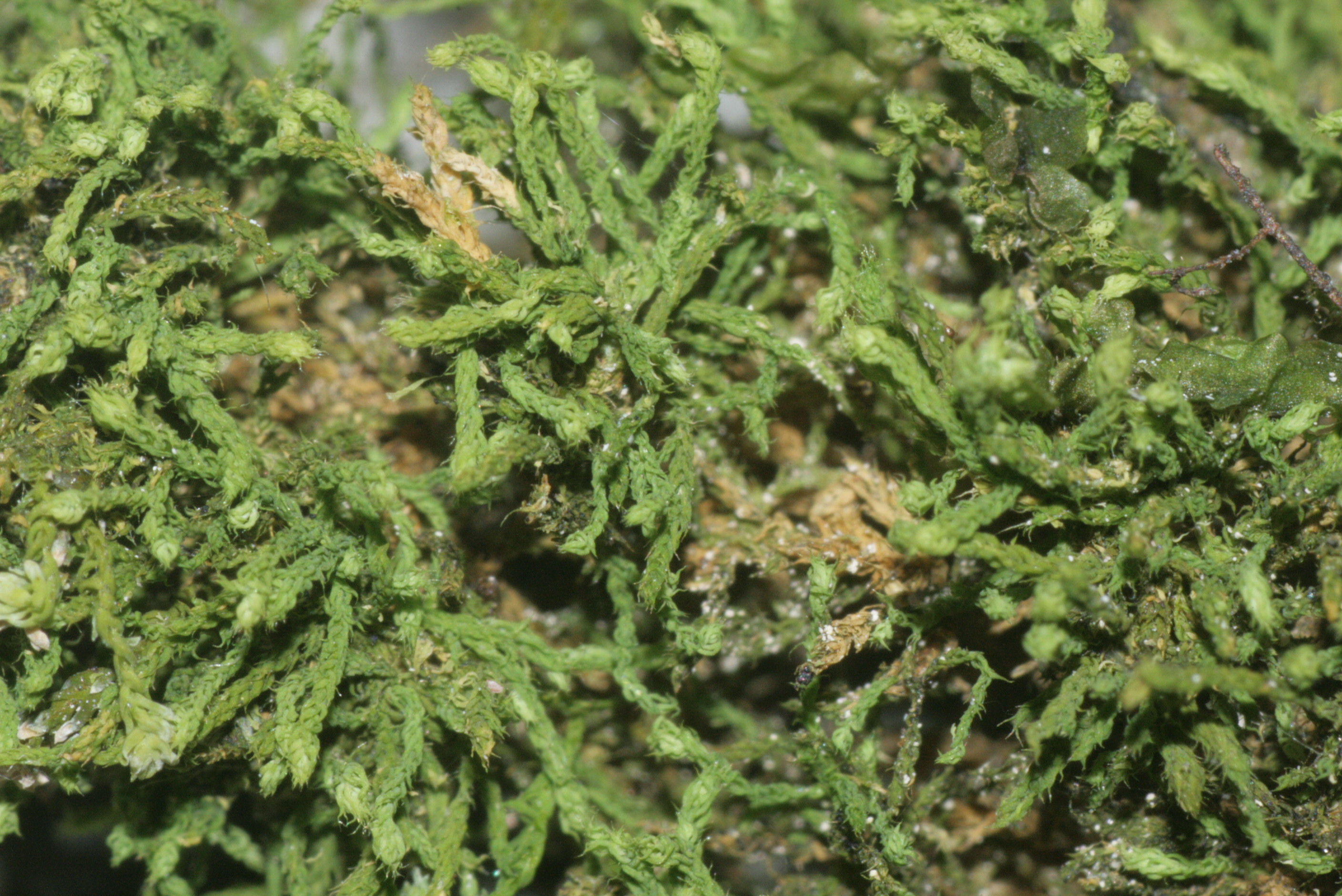
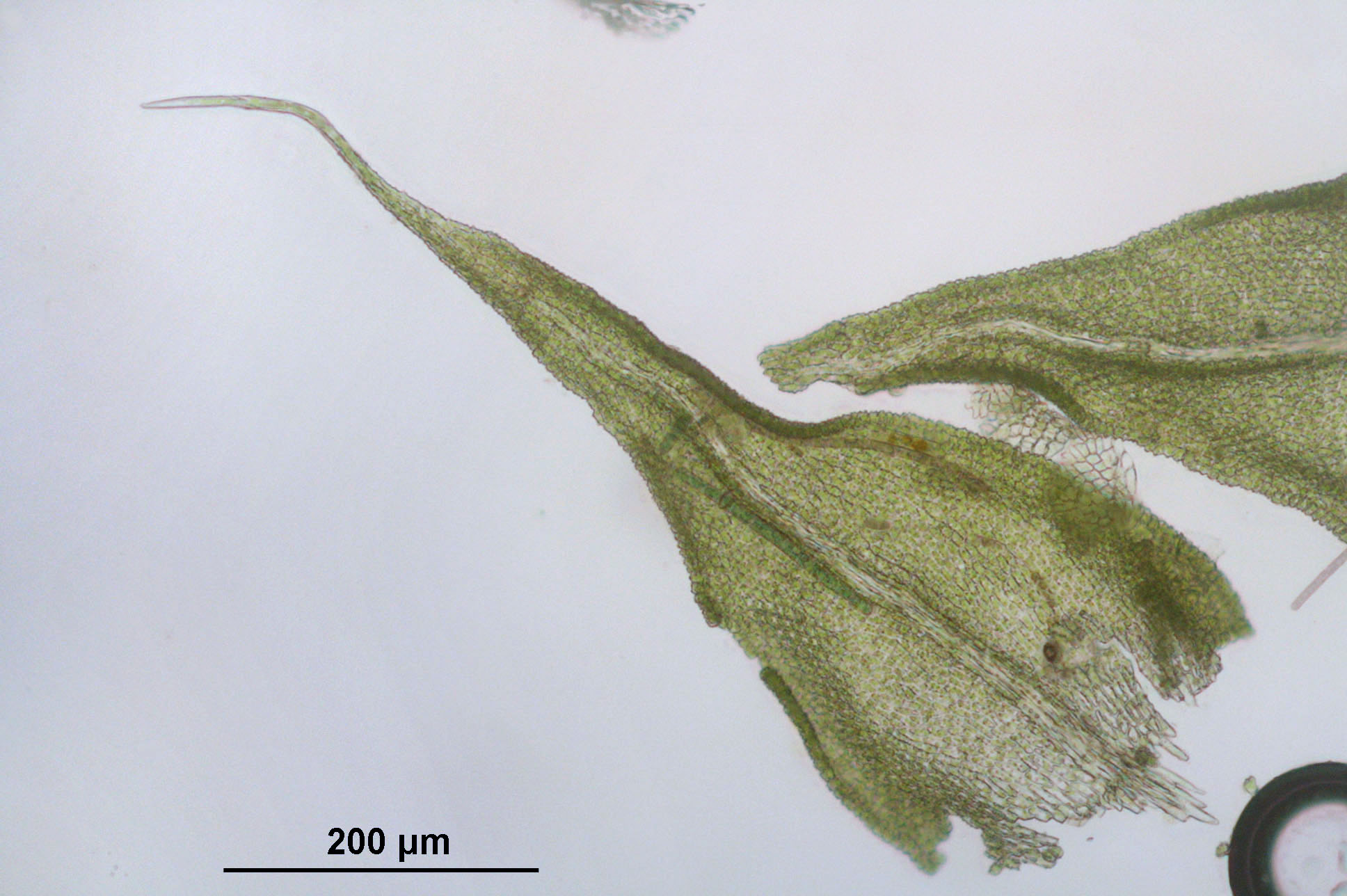